# Кризол
Кризол (фр. Crisolles) насеље је и општина у североисточној Француској у региону Пикардија, у департману Оаза која припада префектури Компјењ.
По подацима из 2011. године у општини је живело 1038 становника, а густина насељености је износила 98,48 становника/km². Општина се простире на површини од 10,54 km². Налази се на средњој надморској висини од 101 метар (максималној 181 m, а минималној 48 m).

## Демографија
| 1962. | 1968. | 1975. | 1982. | 1990. | 1999. | 2011. |
| ----- | ----- | ----- | ----- | ----- | ----- | ----- |
| 580   | 589   | 560   | 768   | 872   | 985   | 1.038 |

График промене броја становника у току последњих година